# Musique folklorique nordique
La musique folklorique nordique ou la musique folklorique scandinave comprend un certain nombre de traditions des pays nordiques, en particulier de la Scandinavie. Les pays nordiques sont l'Islande, la Norvège, la Suède, le Danemark et la Finlande.
Les nombreuses régions des pays nordiques partagent certaines traditions, dont beaucoup ont divergé de manière significative. Il est possible de regrouper la Finlande, l'Estonie, la Lettonie et le nord-ouest de la Russie comme partageant des similitudes culturelles, par opposition à la Norvège, à la Suède, au Danemark et aux îles atlantiques de l'Islande et des îles Féroé. La culture inuit du Groenland possède ses propres traditions musicales, influencées par la culture scandinave. La Finlande partage de nombreuses similitudes culturelles avec les pays baltes et les nations scandinaves. Le peuple sami de Suède, de Norvège, de Finlande et de Russie possède sa propre culture, liée aux cultures voisines.

## Musique scandinave
Le dulcimer et la vièle sont les deux instruments les plus caractéristiques de la Scandinavie. En Norvège, on trouve également le violon Hardanger à huit ou neuf cordes. Les gammaldans (en) sont une sorte de chanson dansante jouée à l'harmonica et à l'accordéon, populaire en Suède et en Norvège à la fin du XIXe siècle et au début du XXe siècle.
La danse en cercle en chantant des ballades fait partie intégrante des traditions folkloriques de toute l'Europe du Nord. Seules les Îles Féroé ont conservé cette tradition jusqu'à aujourd'hui, bien qu'elle ait été ravivée dans d'autres régions. L'Islande abrite de nombreuses pratiques musicales anciennes que l'on ne retrouve plus ailleurs dans la région nordique, telles que l'utilisation des quintes parallèles et de l'organum.
La population inuit du Groenland a ses propres traditions musicales, qui ont été mélangées avec des éléments de la musique nordique, comme le style kalattuut de la polka groenlandaise.
La Finlande a longtemps été gouvernée par la Suède, de sorte qu'une grande partie de la culture finlandaise est influencée par le suédois. Un certain nombre de Suédois vivent en Finlande, et vice versa. Ces communautés ont donné naissance à des musiciens traditionnels et néofolk tels que les suédo-finlandais Scea Jansson et Gjallarhorn, et les finno-suédois Norrlåtar et JP Nyströms.
Les psaltérions baltes sont une famille apparentée de cithares à boîte, joués en Finlande (kantele), dans les États baltes (kannel en Estonie, kanklės en Lituanie et kokles (en) en Lettonie respectivement) et dans le nord-ouest de la Russie (krylovidnye gusli). Une lyre à archet (suédoise "tagelharpa", estonienne "talharpa" ou "hiiurootsi kannel", finlandaise "jouhikko" ou "jouhikantele") était autrefois jouée par les Suédois vivant en Estonie, mais son usage a décliné jusqu'à une récente renaissance. Au XIXe siècle, tous les États baltes ont vu affluer des instruments et des styles étrangers, ce qui a donné lieu à des fusions telles que la cithare kokles et le style de chant ziņģe de Lettonie, influencé par l'Allemagne.

## Musique samie
Les Samis vivent en Norvège, en Suède, en Finlande et dans le nord-ouest de la Russie. Les seuls instruments traditionnels samis sont le tambour sami utilisé par le chaman et la flûte, bien que les groupes modernes utilisent une variété d'instruments. Les joik, œuvres non rimées sans structure définie, sont le type de chanson le plus caractéristique.

## Musique fennique

### Musique estonienne et finnoise

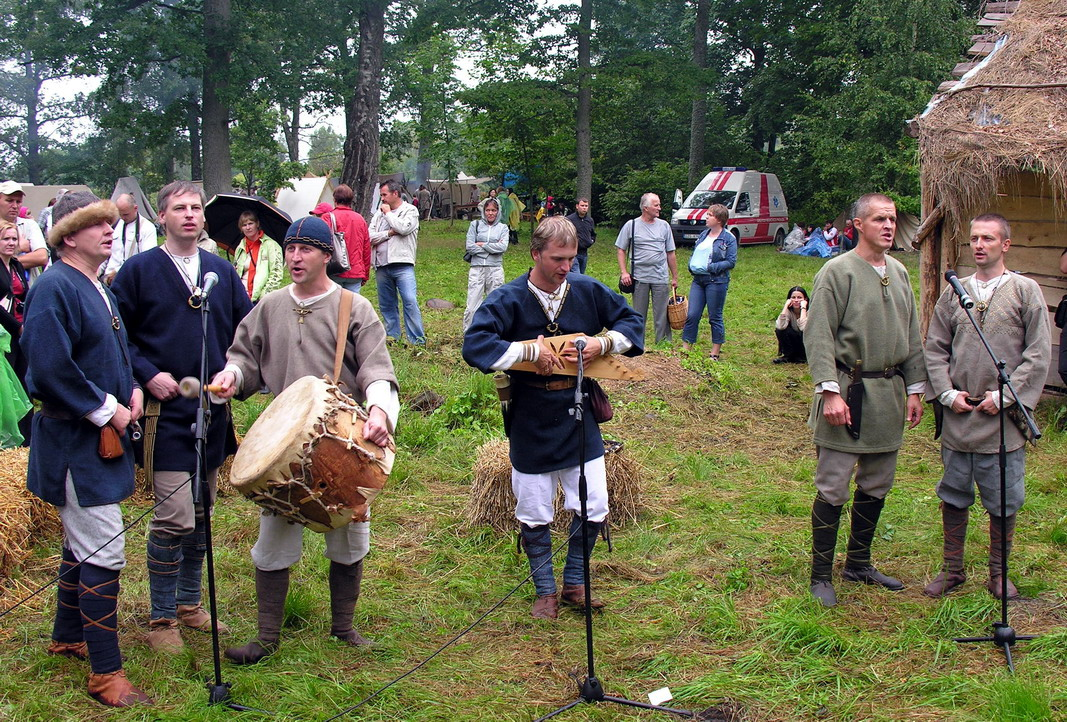
L'ensemble folklorique masculin letton "Vilki" au festival de l'artisanat et de la guerre des baltes "Apuolė 854" dans le tumulus du château d'Apuolė, août 2009.

La musique balto-fennique est une catégorie de musique des peuples finnois de la Baltique, qui recoupe à la fois la musique folklorique nordique des pays nordiques et la musique folklorique balte des États baltes.
Les liens musicaux de la Finlande sont principalement liés aux peuples balto-fenniques de Russie et d'Estonie. Le chant runique était pratiqué dans toute la région habitée par ces peuples. L'Estonie et la Finlande ont toutes deux des épopées nationales basées sur des formes interconnectées de chant runique, respectivement Kalevipoeg et Kalevala. « Le chant runique estonien a la même forme de base que la variété finlandaise à laquelle il est apparenté : la ligne a huit temps, la mélodie couvre rarement plus que les cinq premières notes d'une échelle diatonique et ses phrases courtes ont tendance à utiliser des motifs descendants. »

## Applications contemporaines
Récemment, la musique folklorique nordique a été utilisée pour créer la musique de fond de films, d'émissions de télévision et de jeux. Des séries télévisées populaires comme Game of Thrones et des jeux vidéos comme God of War ont utilisé la musique folklorique nordique pour donner une expérience mythique.

### Pour aller plus loin
- (en) Frederick Key Smith, Nordic Art Music : From the Middle Ages to the Third Millennium, Praeger Publishers, 2002 (ISBN 0275973999, lire en ligne).
- (en) John H. Yoell, The Nordic Sound : Explorations into the Music of Denmark, Norway, Sweden, Crescendo Pub. Co, 1974 (ISBN 0-87597-090-7, lire en ligne ).